# Adamsville (Alabama)
Adamsville ist ein US-amerikanischer Ort im Jefferson County in Alabama und gehört zur Birmingham-Hoover Metro Area und verfügt über 4366 Einwohner (Stand: Volkszählung 2020).

## Demografie
Nach der Volkszählung aus dem Jahr 2000 hatte Adamsville 4965 Einwohner, die sich auf 1930 Haushalte und 1464 Familien verteilten. Die Bevölkerungsdichte betrug somit 97,8 Einwohner/km². 75,79 % der Bevölkerung waren weiß, 22,82 % afroamerikanisch. In 32,1 % der Haushalte lebten Kinder unter 18 Jahren. Das Durchschnittseinkommen betrug 39.563 Dollar pro Haushalt, wobei 6,4 % der Bevölkerung unterhalb der Armutsgrenze lebten.

## Verkehr
Die Gemeinde ist über die Interstate 22 an das nationale Fernstraßennetz angebunden, der nächste Flughafen ist der Birmingham-Shuttlesworth International Airport.

## Persönlichkeiten
- Henry E. Erwin, Veteran des Zweiten Weltkriegs, Träger der Medal of Honor.
- Brandon Johnson, Linebacker bei den Arizona Cardinals.
- Chris A. Williams Basketballspieler u.a bei den Skyliners Frankfurt.